# Rotylenchus robustus
Rotylenchus robustus är en rundmaskart. Rotylenchus robustus ingår i släktet Rotylenchus och familjen Hoplolaimidae. Arten är reproducerande i Sverige. Inga underarter finns listade i Catalogue of Life.